# Catedral de San Sansón (Dol-de-Bretagne)

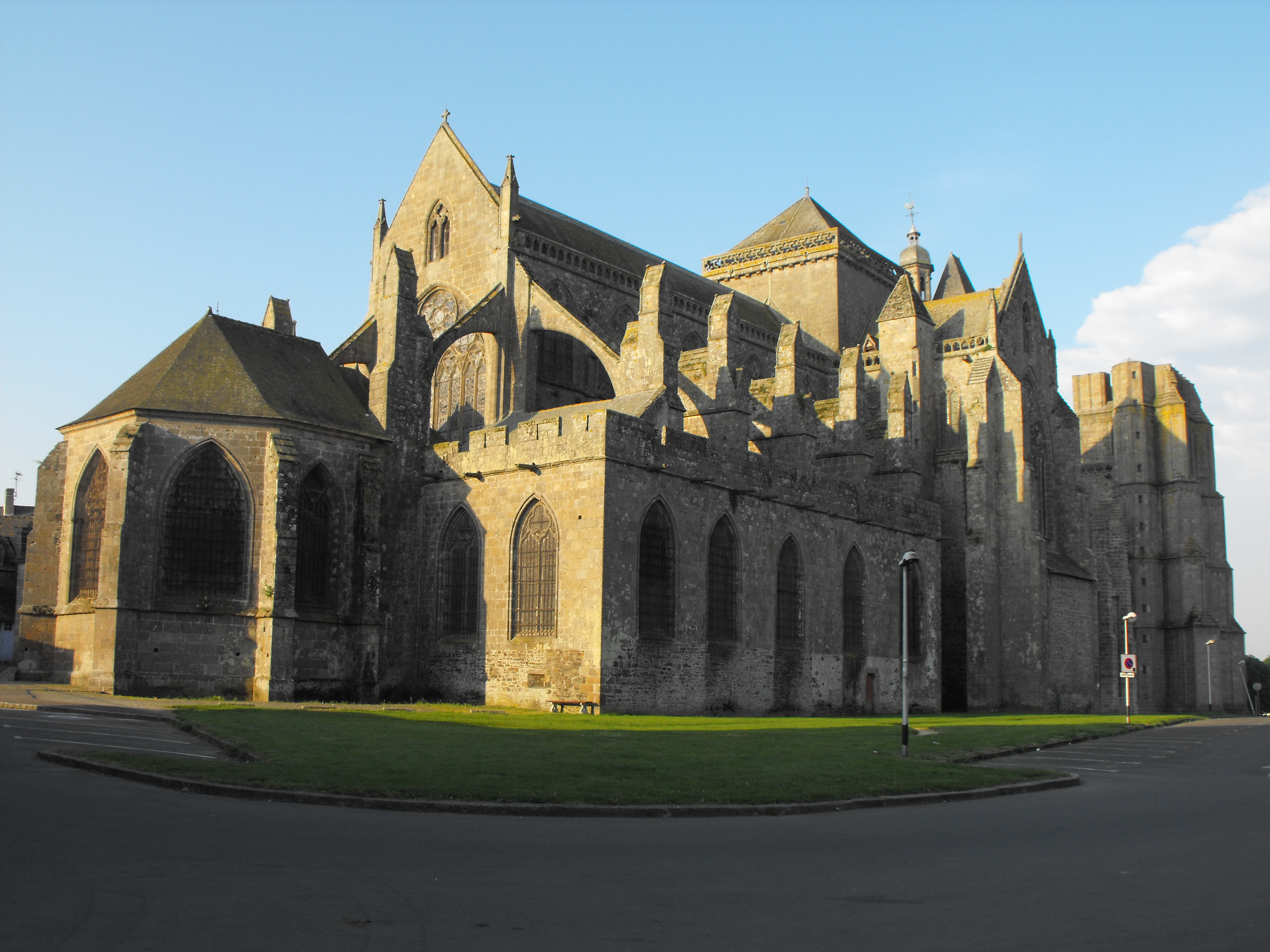
Vista de la cabecera

La catedral de San Sansón de de Dol-de-Bretagne, o simplemente catedral de Dol-de-Bretagne (en francés: Cathédrale Saint-Samson de Dol) es una iglesia católica en Dol-de-Bretagne dedicada a Saint-Samson, uno de los santos fundadores de Bretaña en el norte de Francia. Anteriormente fue la sede del arzobispo de Dol, uno de los nueve obispados antiguos de Bretaña. La catedral sufrió mucho de los excesos de la Revolución Francesa, convirtiéndose sucesivamente en un Templo de la Razón, luego en un establo, y posteriormente en un almacén. Los revolucionarios causaron daños considerables y muchos tesoros se perdieron. Cuando finalmente volvió a ser una casa de culto católica, su papel como obispado fue abolido por el Concordato de 1801 cuando la diócesis de Dol fue fusionada en las diócesis de Rennes y Saint-Brieuc. El Concordato de 1801 fue un acuerdo entre el emperador Napoleón y el papa Pío VII, firmado el 15 de julio de 1801 en París, que buscaba la reconciliación nacional entre revolucionarios y católicos. El Concordato fue derogado por la ley de 1905 sobre la separación de la iglesia y el estado. 
El edificio es notable por su mezcla ecléctica de estilos e idiosincrasias, como la torre norte incompleta en la entrada principal hacia el oeste. La torre fue comenzada en 1520 pero nunca fue terminada debido a la carencia de fondos.
La catedral  fue objeto de una clasificación al título de monumento histórico de Francia, parte de la primera lista de monumentos históricos del país —la lista de monumentos históricos de 1840— que contaba con 1034 bienes.
El órgano fue construido por Lois Debierre en 1877. Ampliado y transformado bajo la supervisión de Jean Langlais, fue inaugurado por él el 19 de abril de 1979. Fue restaurado en 2014-2015, una nueva inauguración tuvo lugar el 5 de julio de 2015 de Pierre Pincemaille.

## Véase también

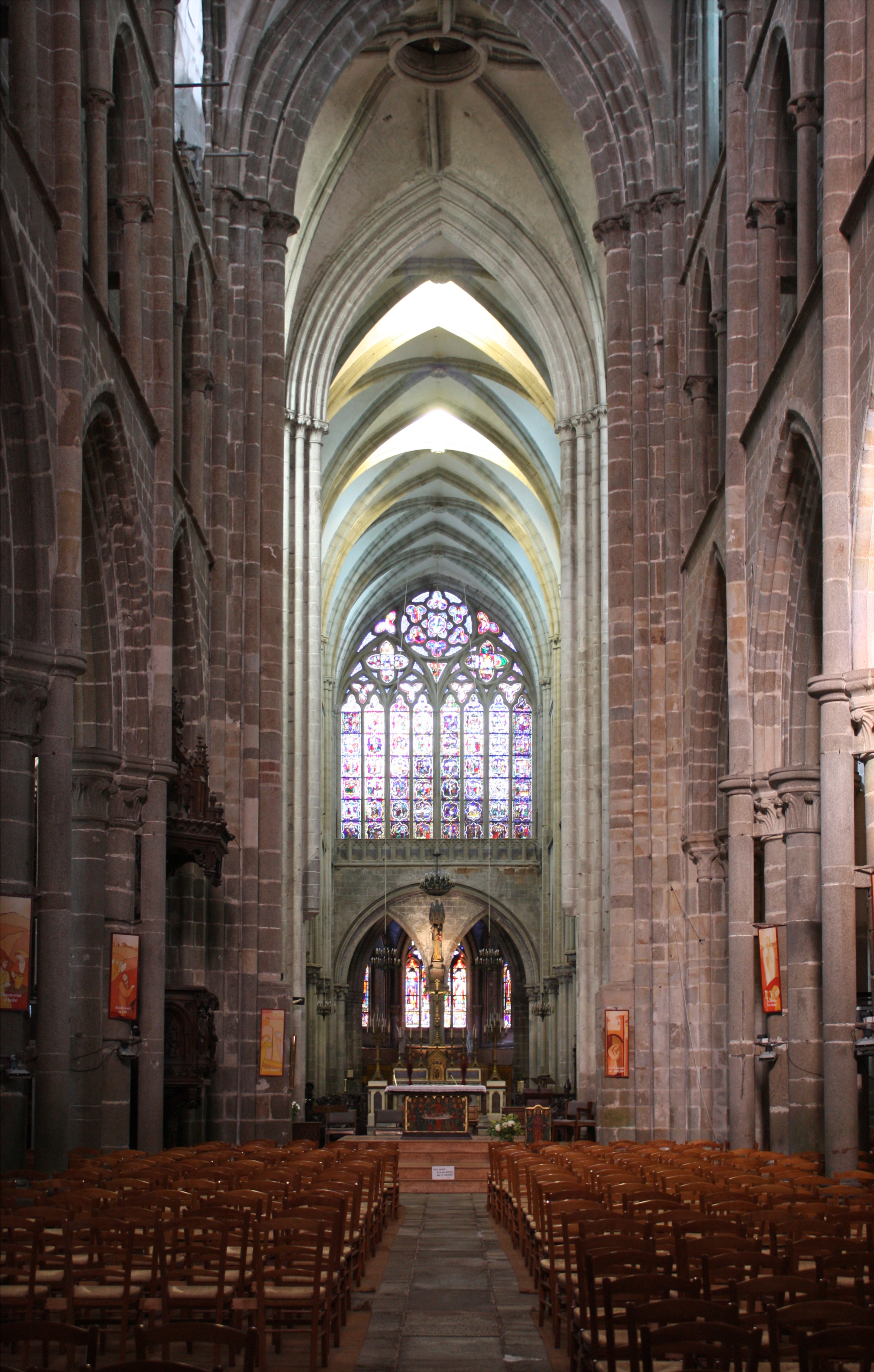
Vista interna